# Brianstorm
"Brianstorm" is de eerste single van het tweede album Favourite Worst Nightmare van de Arctic Monkeys.
De titel van het nummer is "Brianstorm", wat vaak verward wordt met Brainstorm. Het nummer gaat echter over een persoon genaamd Brian. In een interview tijdens de Brit Awards in 2007 gaf Monkeys-frontman Alex Turner aan dat Brian een fictieve persoon was. In een later interview zei hij echter Brian ontmoet te hebben tijdens een optreden in Japan en het nummer over hem te hebben geschreven.

## Tracks
- 7" RUG254

1. "Brianstorm" – 2:50
2. "Temptation Greets You Like Your Naughty Friend" – 3:27
  - Met gastvocalen van Dizzee Rascal.[1]

- cd RUG254CD, 10" RUG254T

1. "If You Found This It's Probably Too Late" – 1:32
2. "Brianstorm" – 2:50
3. "Temptation Greets You Like Your Naughty Friend" – 3:27
4. "What If You Were Right The First Time?" – 3:02

## Hitnotering
| "Brianstorm" in de Nederlandse Single Top 100 - binnen: 21-04-2007 | "Brianstorm" in de Nederlandse Single Top 100 - binnen: 21-04-2007 | "Brianstorm" in de Nederlandse Single Top 100 - binnen: 21-04-2007 | "Brianstorm" in de Nederlandse Single Top 100 - binnen: 21-04-2007 | "Brianstorm" in de Nederlandse Single Top 100 - binnen: 21-04-2007 |
| Week                                                               | 1                                                                  | 2                                                                  | 3                                                                  |                                                                    |
| ------------------------------------------------------------------ | ------------------------------------------------------------------ | ------------------------------------------------------------------ | ------------------------------------------------------------------ | ------------------------------------------------------------------ |
| Nummer                                                             | 76                                                                 | 36                                                                 | 70                                                                 | uit                                                                |

## Voetnoten
1. ↑  "Arctic Monkeys confirm single details", NME, 2007-02-26. Geraadpleegd op 27 februari 2007.